# Trsni sukač
Trsni sukač (znanstveno ime Sparganothis pilleriana) je škodljivec, ki napada liste vinske trte.
Ta sukač je v bistvu manjši metuljček s svetlo rumenimi prednjimi krili in tremi rdečkasto rjavimi prečnimi pasovi. Škodljivci pa so njego zelenkaste gosenice s črno glavo, ki merijo v dolžino okoli 3 cm in spomladi objedajo poganjke in mlade lističe ter jih prepredajo s tankimi, belimi nitkami. Gosenica trsnega sukača prezimi v zapredku pod staro skorjo.
Kjer se škodljivec pogosto pojavi, je treba opraviti zimsko ali predpomladansko škropljenje, da uničimo prezimujoče gosenice. V primeru spomladanskega pojava gosenic na listih pa škropimo z nekaterimi insekticidi.